# Palomas (Uruguay)
Palomas ist eine Ortschaft in Uruguay.

## Geographie
Sie befindet sich auf dem Gebiet des Departamento Salto in dessen 11. Sektor. Palomas liegt zwischen Arroyo Palomas Grande und Arroyo Palomas Chico eingebettet östlich von Constitución, südlich von Termas del Arapey und nordwestlich von Saucedo.

## Einwohner
Die Einwohnerzahl Palomas' beträgt 88 (Stand: 2011), davon 48 männliche und 40 weibliche.
| Jahr | Einwohner |
| ---- | --------- |
| 1985 | -         |
| 1996 | 103       |
| 2004 | 116       |
| 2011 | 88        |

Quelle: Instituto Nacional de Estadística de Uruguay